# Fuat Sirmen
Ali Fuat Sirmen né en 1899 à Constantinople (Empire Ottoman) et mort le 17 mai 1981 à Istanbul (Turquie) est un homme politique.
Diplômé de la faculté de droit d'Université d'Istanbul et fait son doctorat à l'Université de Rome « La Sapienza ». Plus tard il devient procureur d'Ankara et puis inspecteur de la justice. Il est membre de CHP, il est député d'Erzurum (1935-1939), de Rize (1939-1950 et 1961-1965) et d'Istanbul (1965-1969). Il est ministre de l'économie (1943-1946) 